# IC 2507
IC 2507 ist eine irreguläre Galaxie vom Hubble-Typ IBm im Sternbild Luftpumpe am Südsternhimmel, die schätzungsweise 46 Millionen Lichtjahre von der Milchstraße entfernt ist.
Das Objekt wurde am 12. Februar 1898 von Lewis Swift entdeckt.